# Nemomydas alifoleyae
Nemomydas alifoleyae is een vliegensoort uit de familie Mydidae. De wetenschappelijke naam van de soort is voor het eerst geldig gepubliceerd in 1998 door Fitzgerald & Kondratieff.
De soort komt voor in Mexico.